# 刺痛彈
刺痛彈（sting grenade），或稱為突圍彈（grenade de désencerclement），是在一些國家的警察使用的進攻性手榴彈，用來擊退示威者。刺痛彈通常有明確的使用規則，因為刺痛彈可能造成嚴重傷害。

## 描述
刺痛彈的原理與碎片手榴彈類似，分別在碎片手榴彈內裏裝金屬殼，爆炸時成為碎片，而刺痛彈內裏裝的是硬的橡膠。刺痛彈的爆炸時彈射出大量橡膠小球，可以震懾爆炸範圍內的人群。有些刺痛彈也附加CS催淚性毒氣或胡椒噴霧。
法國法律允許被包圍及受威嚇的機動憲兵使用刺痛彈。刺痛彈發射可以達到三十米，須貼近地面發射。